# 巴迪亚卡拉韦纳
巴迪亚卡拉韦纳（義大利語：Badia Calavena），是意大利威尼托大区维罗纳省的一个市镇。总面积26.85平方公里，人口2676人，人口密度99.7人/平方公里（2009年）。国家统计（ISTAT）代码为023005。

## 友好城市
- 德国阿德尔科芬 1988年